# Leychert
Leychert är en kommun i departementet Ariège i regionen Occitanien i södra Frankrike. Kommunen ligger  i kantonen Lavelanet som ligger i arrondissementet Foix. År 2022 hade Leychert 112 invånare.

## Befolkningsutveckling
Antalet invånare i kommunen Leychert
Referens: INSEE